# Majida El Roumi
Majida El Roumi Barād῾ī ( arabă : ماجدة الرومي  , transliterare: Māğida r-Rūmī ), cunoscută după numele de scenă Majida El Roumi, este o soprană de origine libaneză. Născută pe 13 decembrie 1956 în Kfarșima, Liban, și-a început cariera muzicală în 1974, când a participat la o emisiune care promova talente, Studio El Fan, la vârsta de 16 ani, unde a și câștigat medalia de aur pentru cea mai bună voce feminină. De la apariția pe ecrane la această vârstă fragedă, a devenit una dintre cele mai de succes și respectate cântărețe din lumea arabă, precum și Ambasadoare a Bunăvoinței pentru Națiunile Unite ( UN Goodwill Ambassador).
După lansarea primului ei album Wadā în 1976, Majida i-a atras atenția cunoscutului producător de filme egiptean Youssef Chahine și a jucat într-unul din filmele sale, ῾Awdat Ibn ad- Dal ( Întoarcerea fiului risipitor), pentru care a mai compus trei melodii pentru banda sonoră. Chahine a denumit-o „vocea secolului XX” și a primit Premiul Egiptean pentru Critici.

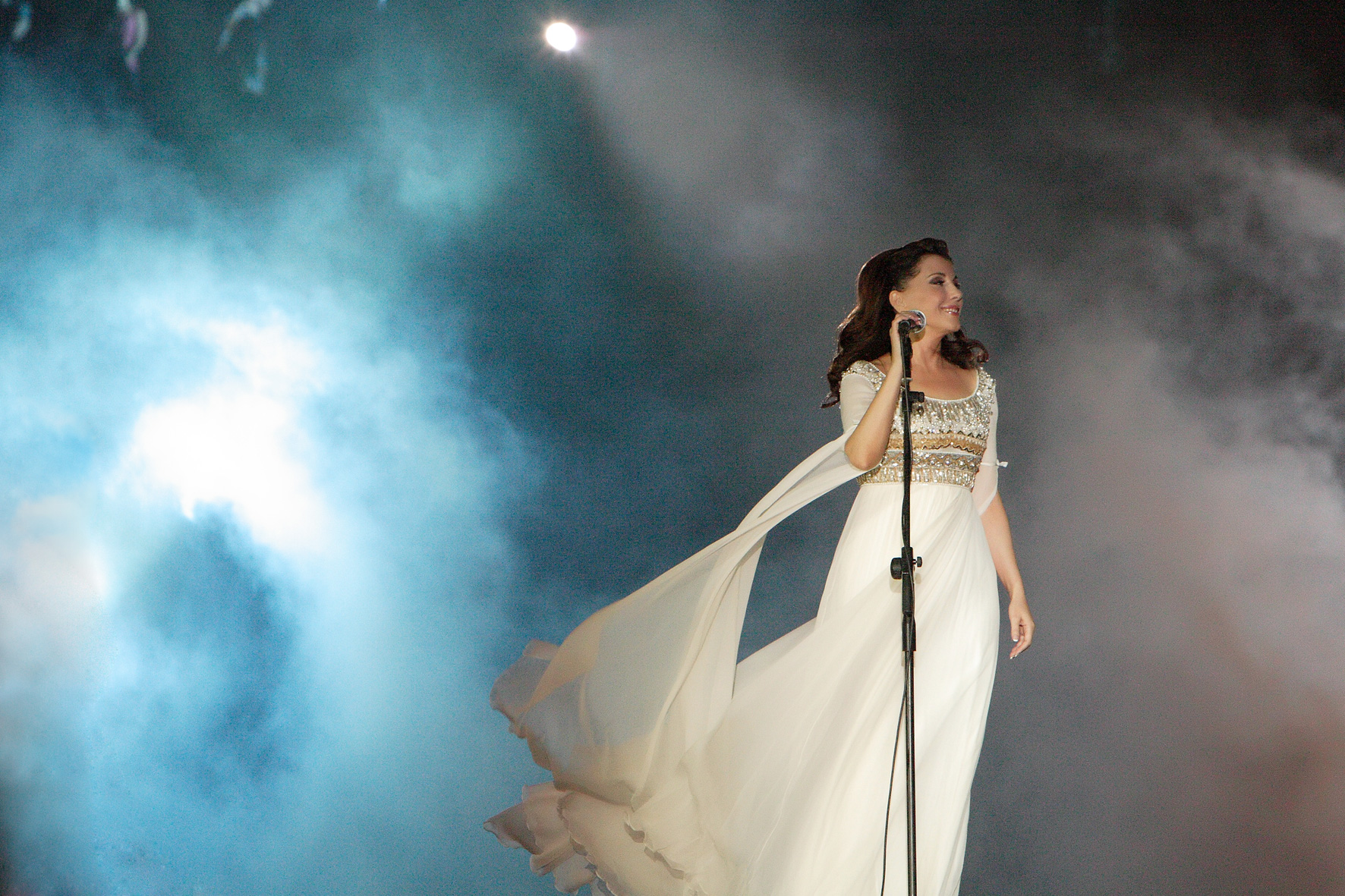

## Date biografice și începuturile carierei
Majida este fiica muzicianului libanez Halim El Roumi și a soției sale Marie Loutfi, care erau un cuplu de greco-catolici de rit malekit din orașul Tir din sudul Libanului. S-au căsătorit în Egipt și au avut trei fete, Maha, Mona și Majida, și un băiat, Awad. Halim El Roumi a colaborat cu mari muzicieni și cântăreți, dintre care este menționată celebra cântăreață libaneză Fairuz, pe care a prezentat-o fraților Rahbani, și ei muzicieni celebri. Crescând într-un mediu artistic, Majida a ascultat muzica lui Fairuz, a lui Umm Kulthum, Mohammed Abd El Wahab,Wadi El Safi și Asmahan. Abilitățile sale vocale au atras atenția familiei sale și a vecinilor. La vârsta de 5 ani, a cântat prima sa melodie, Milādak   (Ziua ta), cu referire la nașterea lui Iisus Hristos, și i-a dedicat-o fratelui ei.
Raymond Safadi, vărul Majidei, a sperat că aceasta va urma cariera muzicală. Singurul obstacol era tatăl ei, care nu dorea ca aceasta să participe la emisiunea Studio El Fan de la Télé Liban. Cu toate acestea, Majida a participat la emisiune și a cântat melodii celebre de-ale lui Asmahan și Leila Murad. După recenziile pozitive pe care le-a primit apoi, Halim El Roumi i-a dat binecuvântarea de a urma profesia de cântăreață atât timp cât își continua și studiile superioare. Ulterior, Majida și-a obținut licența în Literatură Arabă la Universitatea Libaneză.

## Cariera muzicală

### 1970-1980

#### 1075-1982:Wadā῾a
Primul hit a fost Am Behlamak Ya Helm Ya Lebnan ( Te visez,o,visule,o, Liban), scris de poetul Said Akl și compus de Elias Rahbani, cântecul fiind lansat în 1975.  În toate albumele sale, a inclus cântece patriotice și lucrări de-ale tatălui său. Primul său album a fost lansat în 1977 cu titlul de  Wadā῾a (Rămas bun) și a fost primul album de top din cariera sa, album pentru care a colaborat cu multi poeți precum Maroun Karam și compozitori ca Nour El Mallah și Ihsan El Monzer. Amprenta tatălui său apare într-un cântec dedicat Zilei Mamei, iar patriotismul ei reiese din cântece precum Nab El Mahabbe ( Izvorul iubirii). Albumul a avut un succes uriaș în lumea arabă și a fost o rampă de lansare pentru Majida, album din care melodia Matrahak Bi Albi ( Locul tău e în inima mea)  a devenit unul din cele mai dorite cântece în concerte până astăzi.

#### 1983:Majida El Roumi și copiii
Albumul include 8 cântece și 4 melodii de karaoke. Muzica lui Ihsan El Monzer ocupă un loc important în acest album. Melodia Al Asfoura    (Pasărea) a avut un succes internațional, fiind tradusă în mai mult de trei limbi, printre care și italiana, iar Jean Labaki a compus trei hituri, pentru care Majida a primit note foarte bune.

#### 1986-1988:Dawi Ya AmarșiYa Saken Afkari
Al 4-lea album, Dawi Ya Amar, cuprinde mai multe melodii, printre care și melodii orientale, precum Taba Waqti și Loubnan Qalbi (Libanul e inima mea ), ambele compuse de Halim El Roumi. Albumul poartă spiritul libanez printre melodiile sale, fiind cântate și în dialectul arab libanez, în special în melodia intitulată Baadak Helou ( Ești încă frumos).
Anii ’80 au fost plini de creații pentru Majida. Mai târziu, în 1988, albumul Ya Saken Afkari (Locuitorul gândurilor mele) a ieșit la lumină. În acest album, Majida prezintă un mix de ritmuri moderne și orientale, în special în melodia ei clasică Besma῾ak Bel Layl (Te aud în miezul nopții), compusă pentru pian și acompaniată de instrumente cu coardă, și melodia La Taghdabi (Nu te supăra), cântată inițial de tatăl său, cu câteva adaptări noi.

### Anii ’90 cu lansarea a patru albume:Kalimat,Ibhath Anni,Rasael,Ouhebouka wa Baad
În 1990, Majida lansează Kalimaat (Cuvinte), primul său hit panarab, sub sigla Music Master. Melodia cu titlul albumului a fost scrisă de poetul sirian Nizar Qabbani (Nizār Tawfīq Qabbānī) și compusă de Ihsan El Monzer, având un succes uriaș, întrucât Majida o interpretează și astăzi pe scenă, în concerte. Printre melodiile albumului, se remarcă o altă notă a lui Qabbani, Beirut, Set El Dounia ( Beirut, doamna universului), compusă de Jamal Salame. Piesa este scrisă ca o confesiune și o rugăminte de iertare venită din partea poporului libanez pentru ceea ce au făcut în timpul războaielor și revoltelor politice față de prețiosul lor oraș. Alte melodii conțin ritmuri clasice și orientale, pentru care Majida a colaborat cu compozitorul Melhem Barakat. Prin acest album, Majida a readus popularitatea poeziei arabe clasice în muzică.
În 1994, este lansat albumul Ibhath Anni ( Caută-mă), melodia cu titlul albumului fiind scrisă de scriitorul libanez Ounsi El Hajj. Nizar Qabbani i-a dăruit un alt poem pentru melodia Al Jarida ( Ziarul), care a avut mare succes cu combinația de ritmuri orientale și occidentale moderne, pe care Majida a interpretat-o pe scena Operei din Cairo și în Olimpia, Paris. A colaborat și cu poetul palestinian Mahmoud Darwiș, care i-a scris două poeme patriotice, cu un mesaj de eliberare a poporului libanez, de păstrare a speranței și integrității. Melodia Kon Sadiqi (Fii prietenul meu) este un mesaj despre emanciparea femeii și egalitatea dintre femei și bărbați.
În 1996, Majida semnează cu casa de producție Rotana pentru albumul Rasa’el (Scrisori), album pentru care a colaborat cu Anwar Salma și Jamal Salame. În multe melodii Majida atinge octave înalte, uneori chiar mai mult de două octave într-un cântec. Se combină foarte armonic ritmuri est-europene cu instrumente occidentale. Melodia Qana este lansată ca urmare a masacrului din conflictul libanezo-israelian, în care Majida prezintă un mesaj clar și ferm cum că Libanul v fi oricând gata sa lupte și să-și apere drepturile și teritoriile și nu va accepta niciodată umilința și disprețul, melodie care a stârnit câteva proteste și pentru care s-a solicitat cenzură.
În 1998, lansează cel de-al nouălea album intitulat Ouhebouka wa Baad ( Te iubesc și mai mult de atât ), colaborând cu poetul saudit Al Nasser, Jamal Salame, Qabbani și, pentru prima dată, cu artistul iraqian Kazim Al Sahir. Melodia cu titlul albumului combină ritmuri de tango și orientale, în care intervine și o porțiune în limba franceză a lui Charles Aznavour.

### 2001- 2006:Erhamni Ya Allah,Cithare du Cielși revenirea, cuE῾tazalt El Gharam
În 2003, Majida a lansat două albume religioase, pentru care a colaborat cu Joseph Khalife. S-a inspirat din Psalmii 51 și 85 cu mesajul chemării lui Dumnezeu pentru a ajuta poporul cu bunătatea și binecuvântarea Sa, a compus de asemenea medii inspiraționale din Biblie si a dedicat câteva unor sfinți libanezi, precum Sharbel Maklouf ( preot și călugăr maronit libanez). Albumul evidențiază calitățile sale de soprană și tehnica sa în stilul clasic, în special versiunea în limba franceză a melodiei Miserere mei, Deus. 
Albumul E῾tazalt El Gharam este lansat după aproape 8 ani de pauză și se adresează unei audiențe mai tinere. Un stil nou, o orchestră nouă și versuri mai simple marchează acest album în care Majida insuflă un spirit mai tânăr, într-un stil mai aproape de jazz, combinat cu ritmuri orientale. Pentru videoclipuri a colaborat cu Nadine Labaki iar pentru versuri, cu Nizar Qabbani și Marwan Khoury.

### 2012- prezent

#### Ghazal
În 2012, Majida lansează un nou album,  Ghazal , pentru care a lucrat timp de 6 ani și a colaborat cu mari muzicieni și compozitori. Albumul cuprinde 14 melodii și pentru prima dată, 8 dintre ele sunt scrise chiar de ea, stilul albumului fiind caracterizat de un mix de ritmuri orientale și occidentale.
Pentru melodia Wa῾adtouka, a colaborat din nou cu Kazim Al Sahir și Nizar Qabbani. Melodia Al tayru taraban yugharridu  (Pasărea ciripește încântător) este un poem arab clasic, scris de Majestatea sa Dr. Sultan bin Mohamed Al-Qasimi, și compus de Claude Chalhoub care a realizat un minunat solo de vioară, cântec în care Majida își dovedește calitățile pure orientale combinate armonios cu un stil occidental.

### Performanțe
Majida a interpretat cântece în cadrul Festivalului Beiteddine din Liban ( Bayt-u-d-Dīn) și în cadrul altor festivaluri din Jaraș, Rabat, Bosra, Tunis, Al Ain. Pe scena din Paris a concetat de două ori, în 1993 și 1998, la deschiderea Operei din Damasc, în Sala de Concerte în Grecia, în Londra în Sala Regală Albert. Prezența ei a ajuns și în Canada în 2003 și New York. În 2010 a făcut parte din festivalul anual din Maroc, Festivalul Mawazine, iar în 2011 a participat la Festivalul Internațional Jounieh.
Majida a avut ocazia să concerteze în duet cu tenorul José Carreras în Doha și cu senegalezul Youssu N’dour în Beirut. În 2012- 2013 a susținut concerte în cadrul turului în lumea arabă și a făcut parte și din Festivalul Internațional Batroun în 2012, organizând un concert în Qatar în marele amfiteatru, având o audiență de peste 4500 de oameni, iar în august 2013 a deschis festivalul Bahrain Summer Festival.
În 2001, a fost aleasă Ambasadoare a Organizației pentru Hrană și Agricultură în cadrul Națiunilor Unite în cadrul unei ceremonii susținute în Roma, Italia, participând la conferințe pe tema luptei contra foametei în lume. De asemenea, a fost aleasă ambasadoare a programului ῾Alam Saghir ( Lumea Mică) alături de actorul din Titanic, Billy Zane, program dedicat educației fără frontiere. Majida a declarat în cadrul unei conferințe că acest program este dovada că omenirea se poate uni pentru bine și pentru a oferi o viață mai bună oamenilor de pretutindeni. Evenimentul de caritate s-a desfășurat în cadrul unui festival în Emiratele Arabe Unite, fondurile strânse urmând să fie donate către copii defavorizați din multe părți ale lumii.

### Caracteristicile vocii
Primul îndrumător al Majidei în cariera muzicală a fost tatăl său, care a ajutat-o să-și dezvolte talentul și calitățile vocale. Ulterior a fost influențată de artiști precum Fairuz, Umm Kulthum, Leila Mourad, Asmahan.
Vocea sa este puternică, agilă, Majida fiind printre puținii artiști care au excelat în interpretarea cântecelor atât orientale, cât și occidentale, alături de tehnici clasice.